# Frida Strindberg

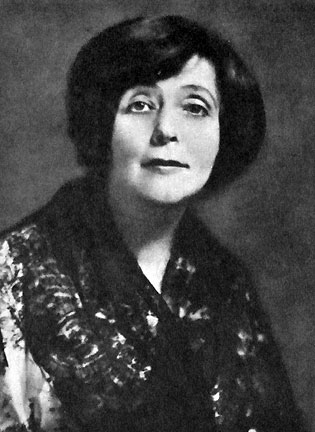
Frida Strindberg (1935)

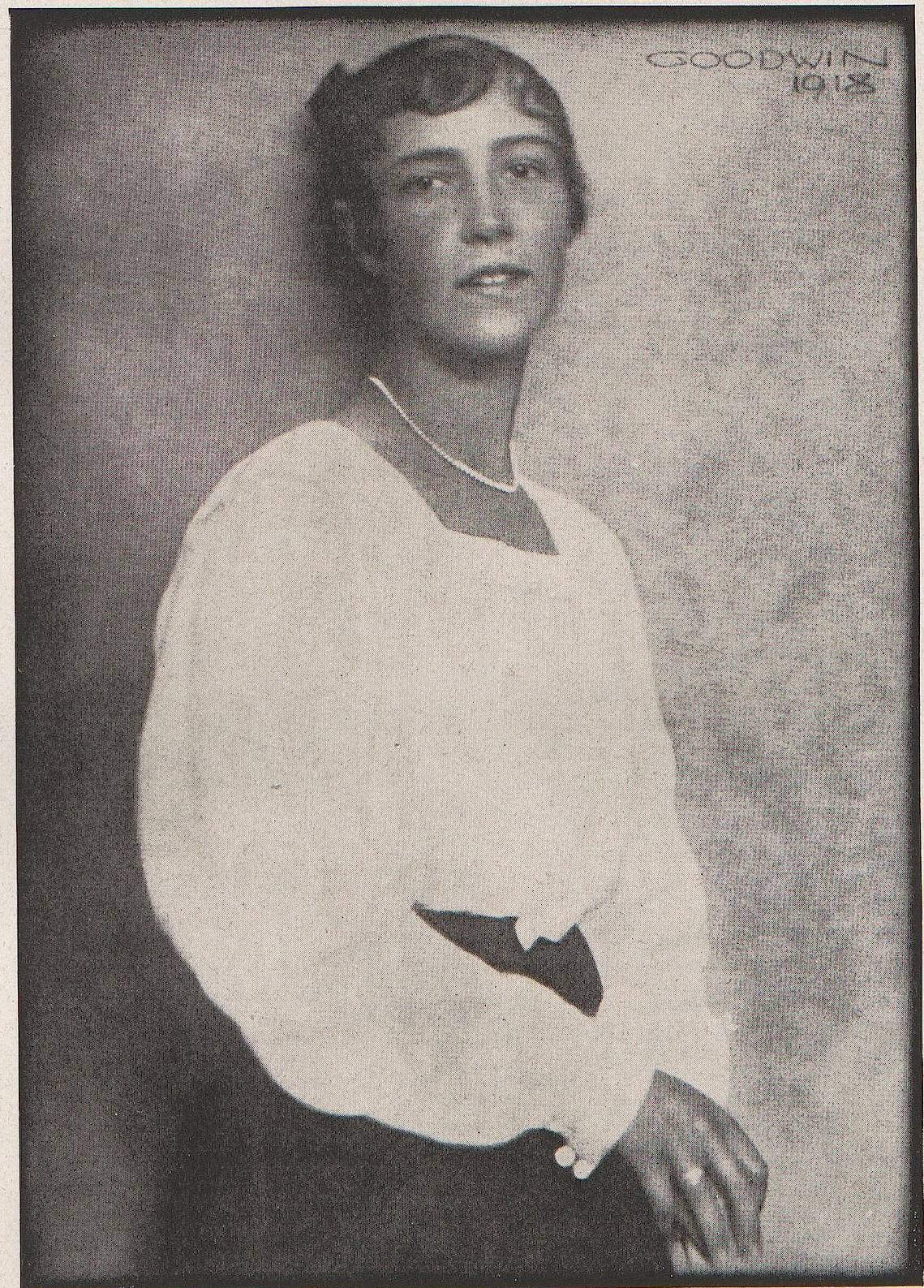
Tochter Kerstin Strindberg (1918)

Frida Strindberg, geb. Maria Friederike Cornelia Uhl, Pseudonym: Marie Eve (* 4. April 1872 in Mondsee; † 28. Juni 1943 in Salzburg) war eine österreichische Schriftstellerin, Literaturkritikerin, Kabarettgründerin, Übersetzerin und Drehbuchautorin.

## Leben
Sie hieß ursprünglich Frida Uhl und war die Tochter von Friedrich Uhl, einem angesehenen Theaterkritiker, Romanautor und Chefredakteur der amtlichen Wiener Zeitung. Sie besuchte neun Jahre lang Klosterschulen in Görz, Bad Reichenhall, London und Paris. Die dabei erworbenen Sprachkenntnisse kamen ihr später als Übersetzerin zugute.
1892 ging sie als Literaturkorrespondentin der Wiener Zeitung nach Berlin, wo sie im Jänner 1893 den 23 Jahre älteren schwedischen Dramatiker August Strindberg kennenlernte, den sie am 2. Mai 1893 auf Helgoland heiratete. Während der Ehe wohnte sie aus finanziellen Gründen auf einem Gutshof ihrer Großeltern im Schloss Dornach in Saxen, beziehungsweise in einem in der Nähe befindlichen Haus. Auch ihr Mann hielt sich fallweise in Saxen und Klam auf und war als Autor und Maler aktiv. 1894 wurde die gemeinsame Tochter Kerstin geboren, bereits 1897 erfolgte die Scheidung.
Aus einer Liaison mit Frank Wedekind hatte sie noch den Sohn Friedrich Strindberg, der ebenfalls in Saxen aufwuchs. Frida Strindberg starb vereinsamt im Landeskrankenhaus in Salzburg und wurde in ihrem Geburtsort Mondsee begraben, wo sie zuletzt gelebt hatte.

## Berufliches und künstlerisches Schaffen
Sie arbeitete in Wien als Übersetzerin für Verlage, unter anderem übersetzte sie einige Stücke einer Gesamtausgabe von Oscar Wilde, manche als Erstübersetzung. 1912 gründete sie in Soho (London) das erste Kabarett Londons mit dem Namen The Cave of the Golden Calf das von den Avantgardisten Percy Wyndham Lewis und Jacob Epstein künstlerisch gestaltet wurde. Sie brachte Strindbergstücke auf die Bühne, organisierte eine Lesung des italienischen Futuristen Filippo Tommaso Marinetti und eine Aufführung von Arnold Schönbergs Pierrot Lunaire. 1914, nach ihrer plötzlichen Abreise nach Amerika, wurde der Club geschlossen.
Nach dem Ausbruch des Ersten Weltkriegs zog sie nach New York, wo sie von Vortragsreisen, unter anderem über August Strindberg, lebte. Unter dem Pseudonym Marie Eve schrieb sie Filmdrehbücher.

## Werke
- Strindberg och hans andra hustru, 2 Bände, Stockholm 1933–34 (deutschsprachige Ausgabe unter dem Titel „Lieb, Leid und Zeit: Eine unvergessliche Ehe“, Goverts, Hamburg/Leipzig 1936).
- Wenn nein, nein! August Strindberg und Frida Uhl: Briefwechsel 1893–1902, ausgewertet, herausgegeben und übersetzt von Friedrich Buchmayr, Weitra 1993, ISBN 3-900878-91-9.
- als Hörbuch: August Strindberg, Frida Uhl: Der Abgrund, der uns verschlang. Vertonung einer Auswahl des Briefwechsels zwischen August Strindberg und Frida Uhl. Kaleidophon Verlag, Berlin 2011, ISBN 978-3-9810808-7-2.